# 京福高速动车组列车
京福高速动车组列车是中国铁路运行于首都北京市至福建省省会福州市的高速动车组列车，自2013年7月1日起开行，现合计开行3对列车，其中G171/186次列车列车途经北京市、河北省、天津市、山东省、江苏省、安徽省、浙江省、福建省六省二市，其余列车途经北京市、河北省、天津市、山东省、江苏省、安徽省、江西省、福建省六省二市，列车客运乘务由北京局集团北京客运段、天津客运段、南昌局集团福州客运段担任。

## 历史
2013年7月1日，原北京南～福州D365/366次列车升级为高速动车组列车，车次调整为G55/56次列车，同时列车在南京南站至宁波站间改经宁杭高铁、杭深铁路运行。
2015年7月1日，合福客运专线开通运营，北京南站至福州增开3对高速动车组列车，分别为G27/28次、G301/302次、G303/304次。
2017年1月5日，福州～北京南G304次改与北京南～福州G301次套跑，福州～北京南G28次改与北京南～福州G303次、北京南～商丘G1567/G1568次套跑。
2018年7月1日起，北京南～福州G301次延伸至福州南站终到。
2021年1月20日，北京南～福州G55/56次列车延长至平潭站始发终到。
2021年6月25日，配合京沪高铁运行图重排，经过重新编排后安排北京南～福州G45/46次、G303/302次、G304次、北京南—福州南G301次合计3对列车，其中G45/46次列车在北京南站至蚌埠南站区间执行350标尺。
2022年12月26日，G301次列车调整至福州站终到。
2023年10月11日，配合甬广高速铁路福州至漳州段开通，G301/304次列车延长至厦门北站始发终到。
2025年1月5日，配合杭温高铁开通，原北京南～杭州东G171/186次列车延长至福州站始发终到。

## 时刻表

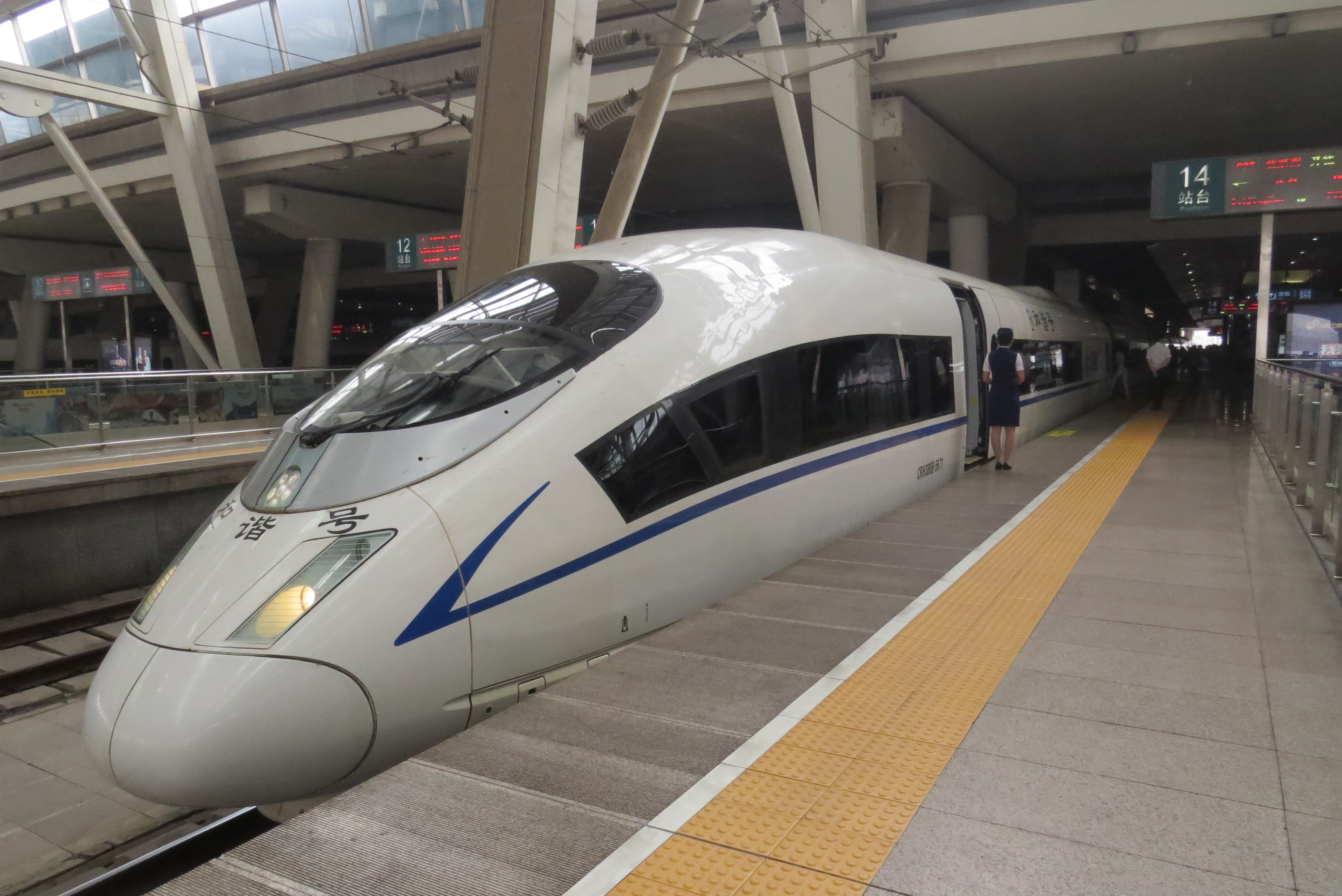
北京局担当的原G27次列车在北京南站14站台等待发车（2015年8月7日）

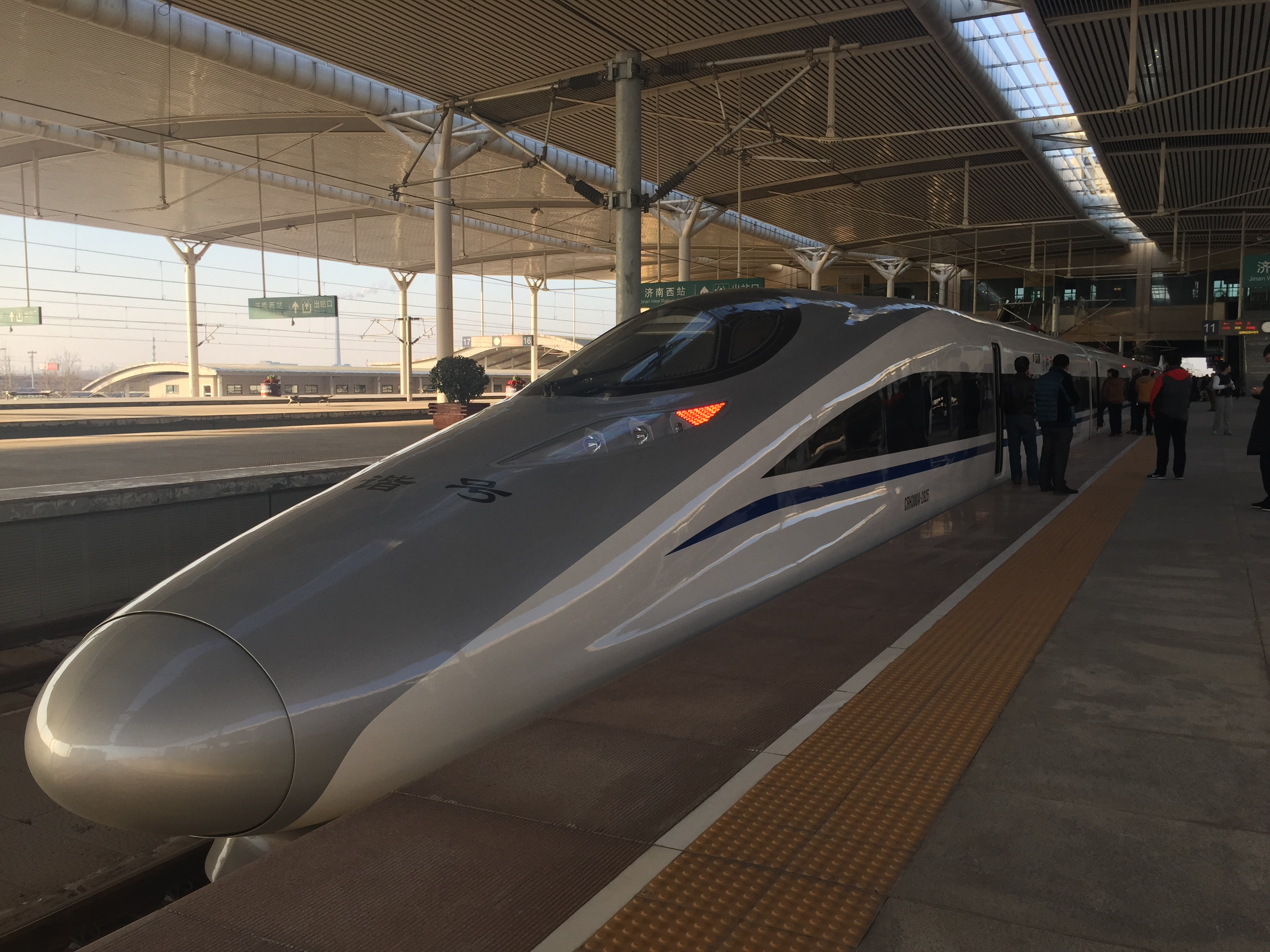
原G28次列车停靠济南西站

## 使用列车
G45/46次、G171/186次列车使用配属北京局集团北京南动车运用所的CR400BF-A；G303/302次列车使用配属南昌局集团福州南动车运用所的CRH380A，重联运行。